# Anousch Mueller
Anousch Mueller (* 8. Dezember 1979 in Erfurt) ist eine deutsche Schriftstellerin.

## Leben
Anousch Mueller machte ihr Abitur am Evangelischen Ratsgymnasium Erfurt. In ihrer Jugend spielte sie am Amateur-Theater Die Schotte, u. a. die „Julia“ aus Romeo und Julia in der Inszenierung von Karl-Heinz Krause und Matthias Brenner. Außerdem spielte sie kleinere Rollen am Schauspielhaus Erfurt. Sie studierte Neuere Deutsche Literatur an der Freien Universität Berlin und Jüdische Studien an der Universität Potsdam. Sie schloss ihr Studium mit einer Arbeit über Adalbert Stifter ab. Danach war sie als freie Journalistin tätig und arbeite am Literarischen Colloquium Berlin.
Im Zuge einer Erkrankung begann Mueller im Jahre 2009 eine Ausbildung zur Heilpraktikerin. Nach desillusionierenden Erlebnissen an einer Berliner Heilpraktikerschule veröffentlichte sie im Jahre 2015 in der Süddeutschen Zeitung den Erfahrungsbericht Weißbrot gegen Krebs. Im Mai 2016 erschien das Sachbuch Unheilpraktiker – Wie Heilpraktiker mit unserer Gesundheit spielen beim Riemann-Verlag (Random House). Das Buch löste eine Debatte um den Heilpraktiker-Beruf aus. Im November 2016 sprach sie als Sachverständige im Gesundheitsausschuss des Landtages in Nordrhein-Westfalen über die fehlenden Anforderungen an Heilpraktiker. Sie klärte seither insbesondere in den sozialen Medien über die potentiellen Gefahren der sogenannten Alternativmedizin auf und setzte sich für ein besseres Verständnis der evidenzbasierten Medizin ein.
Seit April 2016 war Mueller aktives Mitglied der Gesellschaft zur wissenschaftlichen Untersuchung von Parawissenschaften (GWUP) und Unterstützerin des Informationsnetzwerkes Homöopathie, das sich kritisch mit der Homöopathie auseinandersetzt. Im Jahr 2024 trat Mueller im Zuge des Richtungsstreites aus der GWUP aus. Seit 2020 war sie im Vorstand des eingetragenen Vereins Ökomoderne, einer deutschen Sektion des Ökomodernismus. Dieser versteht sich als Umweltschutzbewegung, die davon ausgeht, dass sich die meisten Umweltprobleme technologisch lösen lassen. Der Verein Ökomoderne ging 2023 in der deutschsprachigen Organisation WePlanet DACH auf, die Teil der internationalen Organisation WePlanet ist, der Mueller weiterhin als Mitglied angehört. Bis 2023 war sie Mitglied der Sozialdemokratischen Partei Deutschland.
Von 2001 bis 2021 lebte Anousch Mueller in Berlin. Seither lebt sie im brandenburgischen Königs Wusterhausen. Sie hat zwei Söhne.

## Werk
Ihr Debütroman Brandstatt erschien 2013 beim Verlag C.H.Beck und wurde mit dem Literaturpreis der Jürgen-Ponto-Stiftung ausgezeichnet. Der Preis zählt mit 15.000 € zu den höchstdotierten Literaturauszeichnungen in Deutschland. Mit einem abgeänderten Auszug aus dem Roman nahm sie 2013 am Wettlesen zum Ingeborg-Bachmann-Preis in Klagenfurt teil.

## Auszeichnungen
- 2013: Literaturpreis der Jürgen-Ponto-Stiftung[9]

## Publikationen
- Unheilpraktiker – Wie Heilpraktiker mit unserer Gesundheit spielen, Riemann, München 2016, ISBN 978-3-570-50195-5
- Brandstatt. Roman. C.H.Beck, München 2013. – ISBN 978-3-406-65349-0
- Bescheiden, aber auch ein bisschen göttlich. Beflügelte Worte. Frohmann Verlag, Berlin 2012.